# Stegana sidorenkoi
Stegana sidorenkoi är en tvåvingeart som beskrevs av Hu och Masanori Joseph Toda 1994. Stegana sidorenkoi ingår i släktet Stegana och familjen daggflugor. Inga underarter finns listade i Catalogue of Life.